# Pouilly-sur-Vingeanne
Pouilly-sur-Vingeanne este o comună în departamentul Côte-d'Or, Franța. În 2009 avea o populație de 115 de locuitori.

## Evoluția populației
| An        | 1975 | 1982 | 1990 | 1999 | 2006 | 2009 |
| --------- | ---- | ---- | ---- | ---- | ---- | ---- |
| Populație | 97   | 94   | 81   | 92   | 112  | 115  |